# Anemograf
Anemograf je meteorologický přístroj, jenž slouží k měření a trvalému zaznamenávání jak rychlosti, tak i směru větru. Jedná se vlastně o anemometr (přístroj na měření rychlosti větru), který je doplněn o mechanické zapisovací zařízení poháněné hodinovým strojem, popřípadě i o snímací elektroniku, u novějších přístrojů též o A/D převodník pro digitální záznam naměřených dat a jejich případný přenos do paměti počítače.
Tento přístroj slouží spolu s dalšími přístroji a vědeckými zařízeními, mimo jiné, také ke studiu, popisu a dokumentaci základních reálných fyzikálních a meteorologických dějů probíhajících v zemské atmosféře.
Přístroj sestrojil a do dnešní podoby zdokonalil švýcarský fyzik, meteorolog, konstruktér a vynálezce Heinrich von Wild (1833-1902).